# Župnija Zavodnje
Župnija Zavodnje je rimskokatoliška teritorialna župnija Dekanije Šaleška dolina Škofije Celje. Je najsevernejša župnija v škofiji.
Do 7. aprila 2006, ko je bila ustanovljena Škofija Celje, je bila župnija del Savinjsko-šaleškega naddekanata Škofije Maribor.

## Cerkev
| #  | Slika | Cerkev           | Kraj                 |
| -- | ----- | ---------------- | -------------------- |
| 1. |       | Cerkev sv. Petra | Zavodnje             |
| 2. |       | Cerkev sv. Vida  | Šentvid pri Zavodnju |